# Paweł Chadaj
Paweł Edward Chadaj (ur. 13 stycznia 1896 w Drążgowie, zm. 29 maja 1964 w Warszawie) – polski nauczyciel, działacz ludowy i polityk, poseł na Sejm II kadencji (1928–1930), do Krajowej Rady Narodowej (1946–1947) oraz na Sejm Ustawodawczy (1947–1952).

## Życiorys

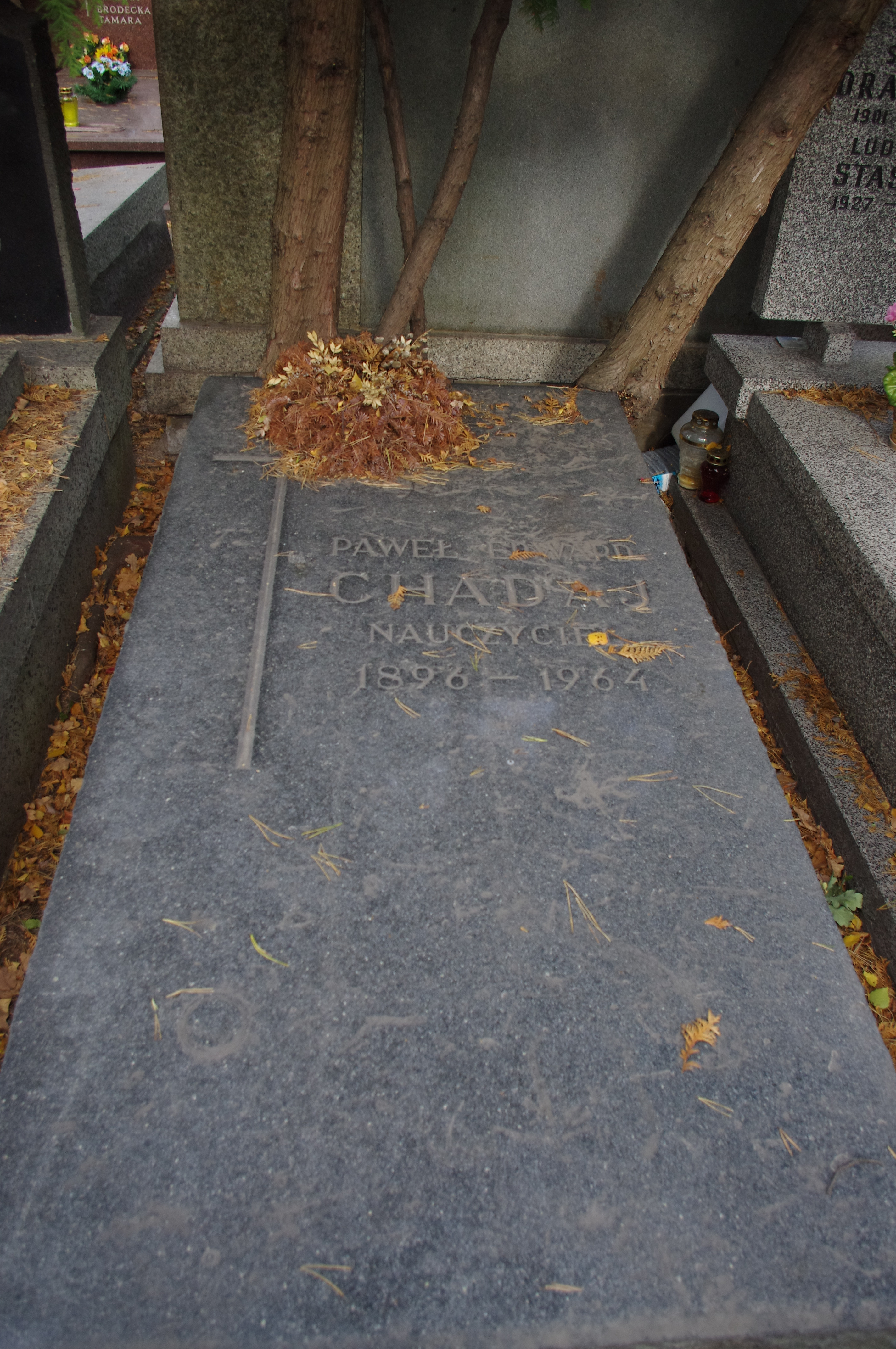
Grób nauczyciela i polityka Pawła Chadaja na Cmentarzu Wojskowym na Powązkach w Warszawie

W 1914 ukończył seminarium nauczycielskie w Siennicy. Później kształcił się na Wyższym Kursie Nauczycielskim w Warszawie oraz studiował na Wydziale Nauk Społecznych i Politycznych Wolnej Wszechnicy Polskiej (tych ostatnich studiów nie ukończył).
W 1914 został zatrudniony jako nauczyciel. Był dyrektorem szkoły powszechnej w Łęczeszycach oraz Sobieszynie. W 1916 wstąpił do POW, gdzie działał jako komendant w Sobieszynie. W 1918 i 1920 zaciągnął się do służby w Wojsku Polskim. Po zakończeniu wojny polsko-bolszewickiej kontynuował pracę jako dyrektor szkoły (w Rokitni, Stężycy i Trąbkach w powiecie garwolińskim). Później pracował też jako nauczyciel w szkołach rolniczych w Miętnem (do 1930), Torokanach w powiecie kobryńskim (1930–1933) i Okszowie (od 1933). W latach 1938–1939 kierował pracami Uniwersytetu Ludowego w Sokołówku na północnym Mazowszu. Udzielał się w kółkach rolniczych: był szefem Zarządu Okręgowego CZKR w powiecie Garwolin (do 1929). Od 1929 pracował w Radzie Banku ZSS „Społem” w Warszawie.
Od 1916 był związany z ruchem ludowym jako członek PSL (później pod nazwą PSL „Wyzwolenie”). W 1931 zasiadł w Radzie Naczelnej SL. W 1928 został wybrany na posła na Sejm II kadencji (mandat sprawował do 1930).
Podczas II wojny światowej walczył w Batalionach Chłopskich. Od 1943 był przywódcą SL „Roch” w województwie lubelskim. Po wyzwoleniu w lipcu 1945 na krótko aresztowany. W latach 1946–1949 zasiadał w Radzie Naczelnej PSL, był zastępcą jej przewodniczącego. W 1946 uzyskał mandat posła do Krajowej Rady Narodowej, był przewodniczącym komisji spółdzielczości, aprowizacji i handlu. W 1947 wszedł do Sejmu Ustawodawczego z listy PSL w okręgu Chełm. W 1948 przeszedł do Klubu PSL Lewica. Od 1950 do 1952 zasiadał w NKW ZSL.
Po 1952 ponownie zatrudniony w szkolnictwie.
Był odznaczony m.in. Krzyżem Kawalerskim Orderu Odrodzenia Polski.
Pochowany na cmentarzu Powązki Wojskowe w Warszawie (kwatera C2-10-13).